# Манотомь
ОАО «Манотомь» (ранее завод «Манометр», Томский манометровый завод) — советская и российская приборостроительная компания с полным производственным циклом на территории РФ (подтверждено заключением Минпромторга). Разрабатывает и изготавливает средства измерения давления, температуры и сопутствующее им оборудование.

## История
Создан осенью 1941 года как Томский завод измерительных приборов. Базой завода стали мощности эвакуированного из Москвы завода «Манометр», а из Ленинграда — государственного завода измерительных приборов, Пятого оптико-механического завода и завода «Молодой ударник». Для размещения производства были заняты площади томского ликёро-водочного завода. С декабря 1941 года новое предприятие стало называться Томский манометровый завод. Завод был в подчинении Наркомата миномётного вооружения СССР. Коллектив завода составлял 417 человек, к концу 1942 года — 587, большую роль на производстве играли и. о. директора М. Лиль, гл. инженер А. М. Малиновский, начальник технического отдела Ю. Я. Базилевский, было развито стахановское движение, созданы комсомольско-молодёжные бригады.
Завод специализировался на выпуске манометров, калориметров, тахометров, вультеров, а также приборов для других отраслей производства вооружений. Первая продукция была получена в начале 1942 года.
В годы Великой Отечественной войны 150 работников ушло на фронт.
636 сотрудников завода были отмечены государственными наградами.
После окончания Великой Отечественной войны на заводе был освоен выпуск новых моделей манометров и тахометров, скоростемеров, реле давления, рентгеновских камер, были внедрены скоростная резка металлов, конвейерная обработка.
В 1957 году завод вошёл в совнархоз Томского, в 1963 году — Западно-Сибирского экономического административного района; с 1965 года — в системе Министерства приборостроения, средств автоматизации и систем управления.
В 1958—1968 годах были построены и введены в эксплуатацию новые корпуса на Комсомольском проспекте. Завод вёл также жилищное строительство, имелись ведомственные детские сады, пионерский лагерь.
В 1971 году завод был награждён орденом Октябрьской Революции. Токарь завода Э. Б. Быкова удостоена звания Героя Социалистического Труда, директор завода А. Ф. Пушных — ордена Ленина.
В 1990 году завод вошёл в состав международного государственного объединения «Промприбор». Было создано опытно-конструкторское бюро (1992). В 1993 году предприятие стало собственностью АООТ «Манотомь».
После перестройки предприятие переживало нелегкие времена, было вынуждено продать часть своих зданий. В 2003 и 2005 годах группами акционеров предпринимались попытки сменить руководство компании.
По оценке аналитиков на 2004 год предприятие занимало первое место в Томске среди предприятий машиностроительного профиля.